# Arthur Hallam
Arthur Henry Hallam (Londra, 1º febbraio 1811 – Vienna, 15 settembre 1833) è stato un poeta inglese, figlio dello storico Henry Hallam.

## Biografia

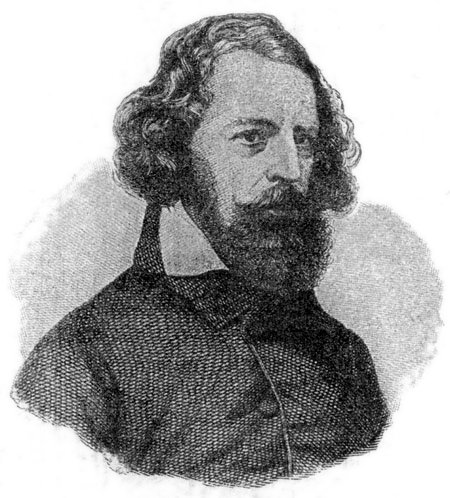
Alfred Tennyson, intimo amico di Hallam

Nato a Londra nel 1811, figlio dello storico Henry e di Julia Elton, acquisisce, sin da ragazzo, familiarità con il francese e il latino.
All'Eton College, Hallam approfondisce la conoscenza del latino, studia il greco e gli autori della letteratura inglese: i classici Shakespeare e Fletcher e i moderni Byron e Shelley. Nel 1827 segue la famiglia in un viaggio in Italia: visita Firenze, Roma, Napoli e Amalfi e compone alcune poesie anche in lingua italiana. 

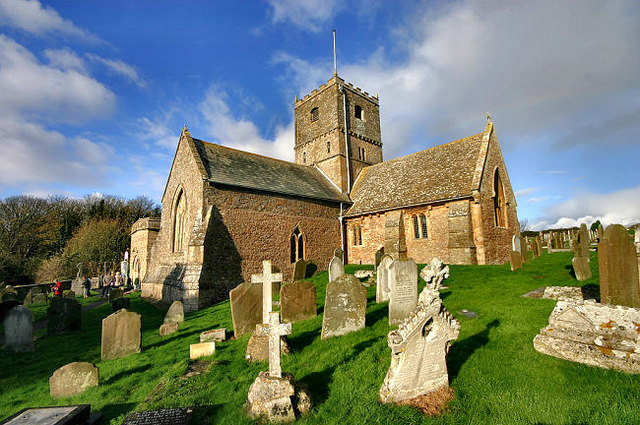
Clevedon: chiesa di sant'Andrea, luogo di sepoltura di Hallam

L'anno successivo inizia a frequentare il Trinity College di Cambridge, ove si laurea nel 1832. Durante gli studi, conosce Alfred Tennyson, destinato a divenire uno dei più famosi poeti inglesi e suo intimo amico, e sua sorella Emily di cui si innamora. Si manifestano in lui, anche, i primi sintomi della malattia che lo condurrà a una morte prematura.
Tornato a Londra, ormai maggiorenne, Hallam respinge i tentativi paterni di dissuaderlo dal legame con Emily e pubblica alcuni lavori di critica letteraria. La sua salute continua a peggiorare.
Il 15 settembre 1833, a Vienna, mentre è in viaggio con il padre, muore all'età di ventidue anni. È sepolto nella chiesa di Sant'Andrea a Clevedon, nel Somerset, contea nel sud-ovest dell'Inghilterra.
L'evento ispirò all'amico Tennyson una serie di liriche, composte nel corso degli anni che, con il titolo In Memoriam A.H.H., furono poi pubblicate nel 1850.

## Opere
- Remains in verse and prose of Arthur Henry Hallam. With a preface and memoir, Boston, Ticknor and Fields, 1863. Nuova ed. Farnborough <Hants>, Gregg International, 1971.
- The poems of Arthur Henry Hallam, together with his essay on the lyrical poems of Alfred Tennyson, London, E. Mathews & J. Lane; New York, Macmillan & compy., 1893.
- The writings of Arthur Hallam, London, Oxford University Press, 1943.
- The letters of Arthur Henry Hallam, Columbus, Ohio State University Press, 1981.